# Wilson Shaw
Pour les articles homonymes, voir Robert Shaw et Shaw.
Pas d'image ? Cliquez ici

a Compétitions nationales et continentales officielles uniquement.

b Matchs officiels uniquement.
Robert Wilson Shaw, né le 11 avril 1913 et mort le 23 juillet 1979 à Glasgow, est un joueur de rugby à XV qui évolue au poste de demi d'ouverture pour l'équipe d'Écosse de 1934 à 1939.

## Biographie
Wilson Shaw a eu sa première cape internationale à l'âge de 20 ans le 3 février 1934, à l'occasion d’un match contre l'équipe du pays de Galles. Il a été le capitaine de l'équipe d'Écosse qui remporte la triple couronne en 1938. Il inscrit deux essais lors du dernier match gagné à Twickenham et il est à l'origine d'un troisième. L'Écosse gagne là son second match à Twickenham après la victoire de 1926 et elle ne gagnera plus de triple couronne pendant quarante six années. Wilson Shaw connaît sa dernière cape internationale à l'âge de 25 ans le 18 mars 1939, à l'occasion d'un match contre l'équipe d'Angleterre. Il a évolué en club avec Glasgow High School Former Pupils à tous les postes des lignes arrières.
En 1970, il devient le 84e président de la Fédération écossaise de rugby à XV.
Il a intégré le Scottish Sports Hall of Fame.

## Statistiques en équipe nationale
- 19 sélections
- 28 points (8 essais, 2 transformations)
- Sélections par année : 3 en 1934, 4 en 1935, 3 en 1936, 3 en 1937, 3 en 1938, 3 en 1939
- Tournois britanniques de rugby à XV disputés : 1934, 1935, 1936, 1937, 1938, 1939.